# Henriëtte van Heukelom-van den Brandelerbrug
Henriëtte van Heukelom-van den Brandelerbrug is een vaste brug in Amsterdam-Zuid. De brug leidt naar de in- en uitgang van het Beatrixpark vanuit/naar de Prinses Irenestraat.
De brug is gelegen over een randwater/afwateringstocht van het genoemde park. Ze werd in 1969 ontworpen door architect Dirk Sterenberg werkend bij en voor de Dienst der Publieke Werken. De brug werd in 1970/1971 opgetrokken op een betonnen paalfundering, betonnen landhoofden en een houten brugpijler. Daarover liggen houten liggers met daarop gemonteerd planken en donkerbruine leuningen uitgevoerd in tropisch hardhout. De brug werd aangelegd terwijl men ook bezig was met de bruggen in het Amstelpark. Het voetpad werd na oplevering van de brug verlegd zodat het op de brug aansloot. In 2022 werd de brug gerenoveerd.
De brug ging tot najaar 2016 naamloos als brug 496 door het leven. De Henriette van Heukelom-van den Brandelerbrug werd toen vernoemd naar de musicienne Henriëtte van den Brandeler, die trouwde met architect George van Heukelom. Meerdere straten in de buurt zijn vernoemd naar componisten (componistenbuurt). Eerder in 2016 werd ook een andere brug in dat park, de Aron Wolff Berlijnbrug, vernoemd naar een Nederlandse componist, Anton Berlijn. 

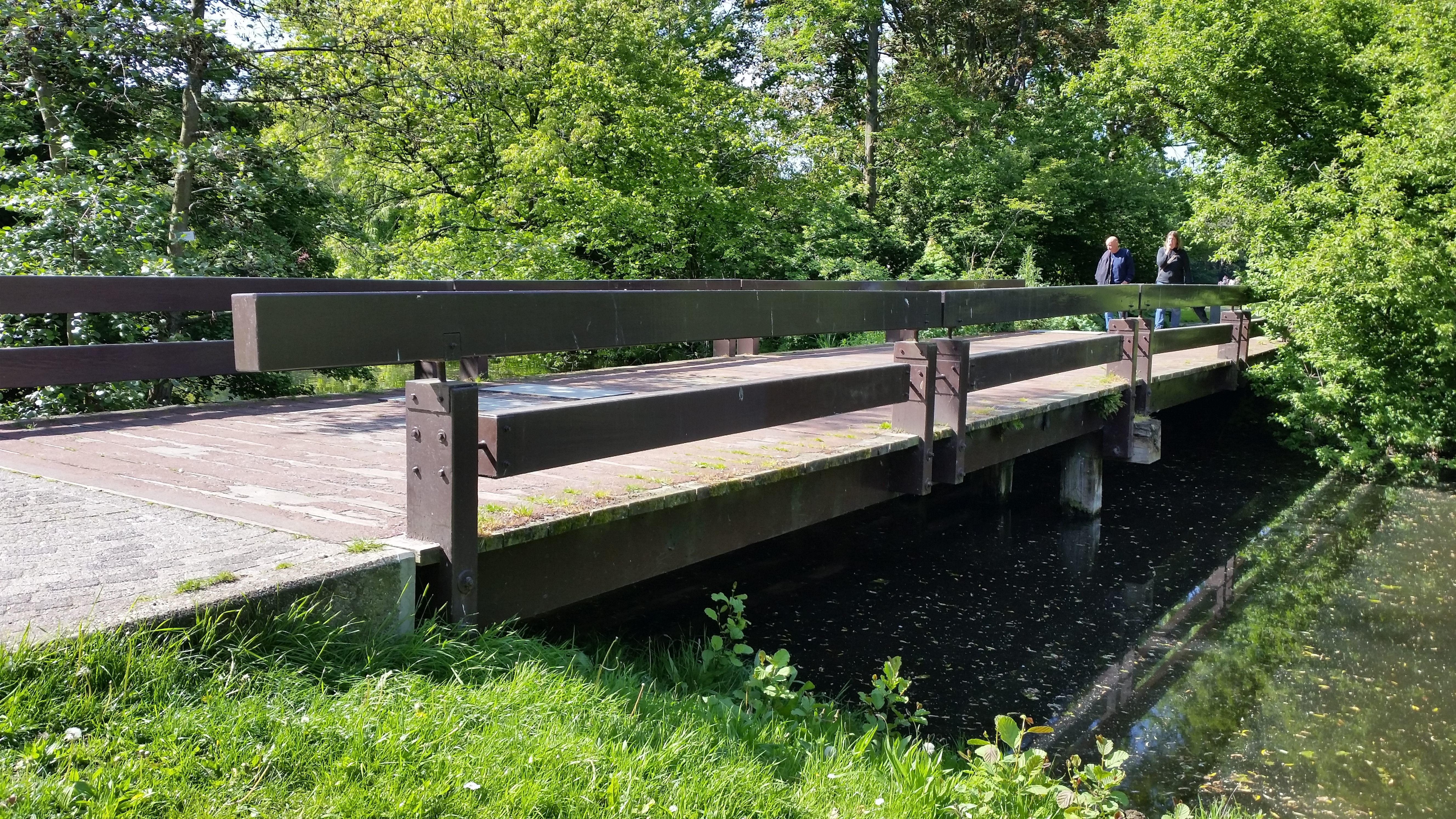
Zijaanzicht (mei 2019)

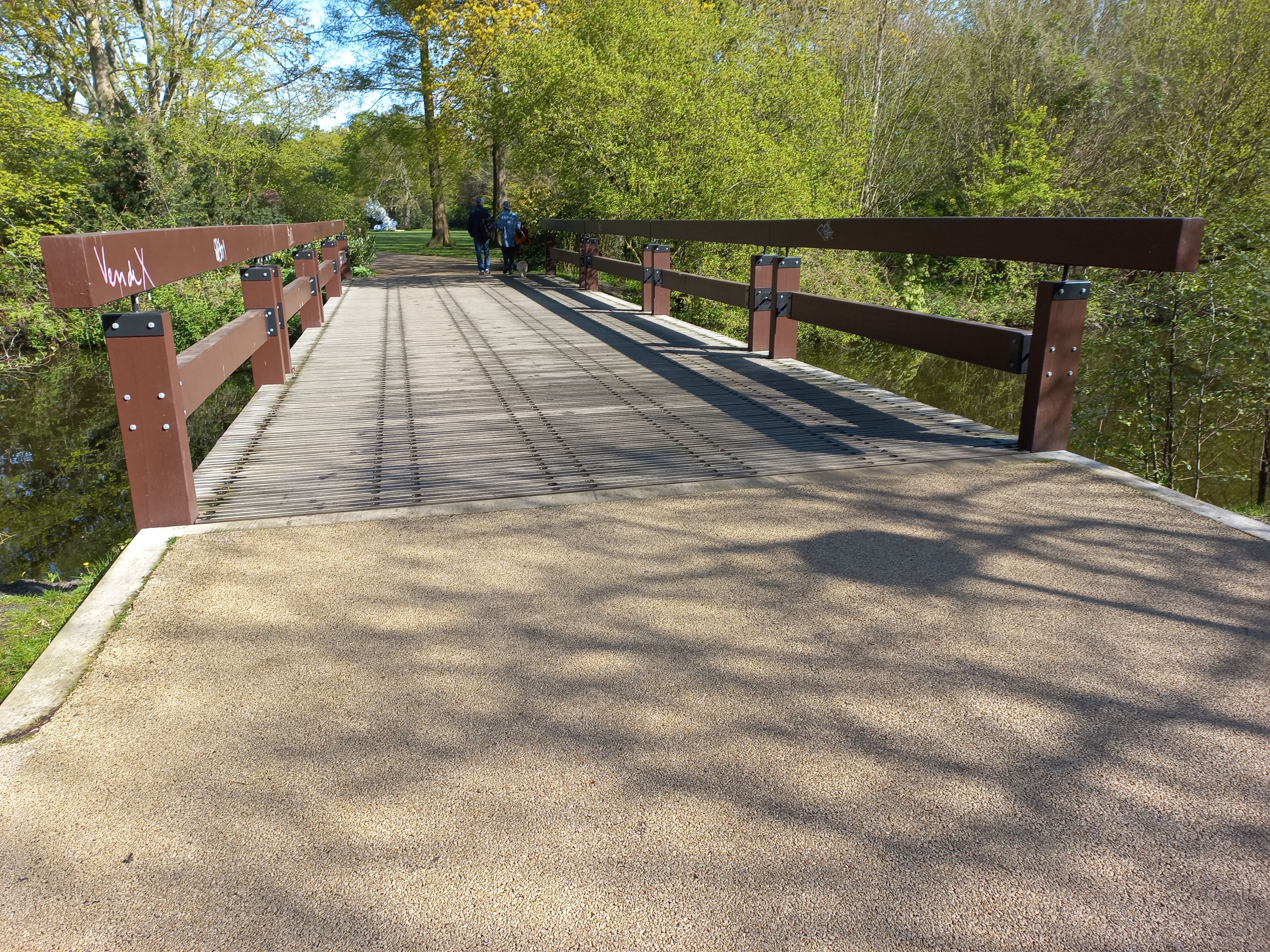
Gerenoveerde brug (april 2023)

<<< · 400 · 401 · 402 · 403 · 404 · 405 · 406 · 407 · 408 · 409 · 410 · 411 · 413 · 414 · 415 · 416 · 417 · 418 · 419 · 420 · 421 · 422 · 423 · 424 · 425 · 427 · 429 · 430 · 431 · 432 · 433 · 434 · 435 · 436 · 437 · 438 · 439 · 440 · 441 · 442 · 443 · 444 · 445 · 446 · 447 · 448 · 449 · 450 · 451 · 452 · 453 · 454 · 455 · 456 · 457 · 458 · 459 · 460 · 461 · 462 · 463 · 464 · 465 · 466 · 469 · 470 · 471 · 472 · 473 · 474 · 475 · 476 · 478 · 479 · 480 · 482 · 483 · 485 · 486 · 487 · 488 · 489 · 490 · 491 · 492 · 493 · 494 · 495 · 496 · 497 · 499 · >>>
Brugnummers 412, 426, 428, 467, 468, 477, 481, 484 en 498 zijn niet (meer) vergeven.